# Polana ardua
Polana ardua är en insektsart som beskrevs av Delong och Freytag 1972. Polana ardua ingår i släktet Polana och familjen dvärgstritar. Inga underarter finns listade i Catalogue of Life.